# 1854 Skvortsov
Skvortsov (asteróide 1854) é um asteróide da cintura principal, a 2,1912357 UA. Possui uma excentricidade de 0,1371315 e um período orbital de 1 478,13 dias (4,05 anos).
Skvortsov tem uma velocidade orbital média de 18,69048158 km/s e uma inclinação de 4,89951º.
Esse asteróide foi descoberto em 22 de Outubro de 1968 por Tamara Smirnova.